# Agorix
Agorix war ein antiker römischer Toreut (Metallbildner), der in der zweiten Hälfte des 1. Jahrhunderts tätig war. Als Wirkort wird der Niederrhein angenommen, wahrscheinlich in der Gegend um Nijmegen.
Agorix ist heute nur noch aufgrund von zwei Signaturstempeln auf Bronzen bekannt, die beide in der Region Benelux gefunden wurden. Die Signatur lautet lateinisch AGORIX. Bei den Stücken handelt es sich um:
1. Bronzesieb, gefunden in einem Depotfund in Doorweth, Niederlande; heute im Rijksmuseum van Oudheden.[1]
2. Bronzekasserolle, gefunden in Dalheim, Luxemburg.[2]

## Einzelbelege
1. ↑  Inventarnummer e1895/10; Richard Petrovszky: Studien zu römischen Bronzegefäßen mit Meisterstempeln. Leidorf, Buch am Erlbach 1993, S. 191, Nr. A.08.01; CIL 13, 10027,3.
2. ↑  Richard Petrovszky: Studien zu römischen Bronzegefäßen mit Meisterstempeln. Leidorf, Buch am Erlbach 1993, S. 191, Nr. A.08.02.

| Personendaten    | Personendaten                              |
| ---------------- | ------------------------------------------ |
| NAME             | Agorix                                     |
| KURZBESCHREIBUNG | antiker römischer Toreut                   |
| GEBURTSDATUM     | 1. Jahrhundert v. Chr. oder 1. Jahrhundert |
| STERBEDATUM      | 1. Jahrhundert oder 2. Jahrhundert         |